# Orlando Orlandi Posti
(Frase tratta dalla lettera scritta al suo amore Marcella Bonelli)
Orlando Orlandi Posti, soprannominato Lallo (Roma, 14 marzo 1926 – Roma, 24 marzo 1944), è stato un antifascista e partigiano italiano, martire dell'eccidio delle Fosse Ardeatine e decorato con medaglia d'argento al valor militare.

## Biografia
Nacque a Roma il 14 marzo 1926. Iscrittosi all'Istituto magistrale locale "Giosuè Carducci", nell'estate del 1943 all'età di diciassette anni, aderì al Partito d'Azione. Dopo l'Armistizio di Cassibile, partecipò alla difesa di Roma, combattendo nei pressi del ponte Salario. Dopo l'occupazione della città da parte delle truppe naziste, aderì ai gruppi partigiani studenteschi, occupandosi di sabotaggio, propaganda e recupero delle armi. Insieme a Ferdinando Agnini, Gianni Corbi e al miglior amico Nicola Rainelli fu uno dei promotori dell'Associazione Rivoluzionaria Studentesca Italiana (ARSI). Il 3 febbraio 1944, venuto a sapere che alcuni tedeschi stavano per catturare dei partigiani operanti nel quartiere romano di Monte Sacro, decise di andare ad avvertirli, dando così loro la possibilità di salvarsi.

### Arresto e morte
Preoccupato per la madre, dopo aver avvisato il gruppo di compagni di Monte Sacro dell'arrivo dei tedeschi, passò da casa. Lì fu catturato dalle SS, insieme all'amico Nicola, e condotto presso il carcere di via Tasso. Trovò la morte il 24 marzo, insieme ad altre 334 persone, nell'eccidio delle Fosse Ardeatine.

### Le lettere dal carcere
Durante il periodo di prigionia presso il carcere di via Tasso riesce ad inviare una serie di lettere alla mamma, nascondendole nei colletti delle camicie da lavare. Molte pagine sono dedicate a Marcella Bonelli, la ragazza di cui era innamorato. Le lettere sono state poi pubblicate sotto forma di raccolta nel 2004, dalla casa editrice Donzelli Editore. Le lettere originali sono custodite presso l'Archivio diaristico nazionale di Pieve Santo Stefano, ed hanno ottenuto nel 2004 il premio come miglior manoscritto originale.